# Kuzovka (Lípetsk)
|  | Per a altres significats, vegeu «Kuzovka». |

Kuzovka (en rus: Кузовка) és un poble de l'óblast de Lípetsk, a Rússia, que el 2013 tenia 271 habitants. Pertany al districte rural de Griazi.